# 大犬座HN
大犬座HN，又名CD-27 3761，HD 55595、SAO 173200、HR 2724，是大犬座的一颗恒星，视星等为6.59，位于銀經239.8，銀緯-7.95，其B1900.0坐标为赤經7h 8m 22.9s，赤緯-27° -7.95′ 22″。